# Elvesta gård

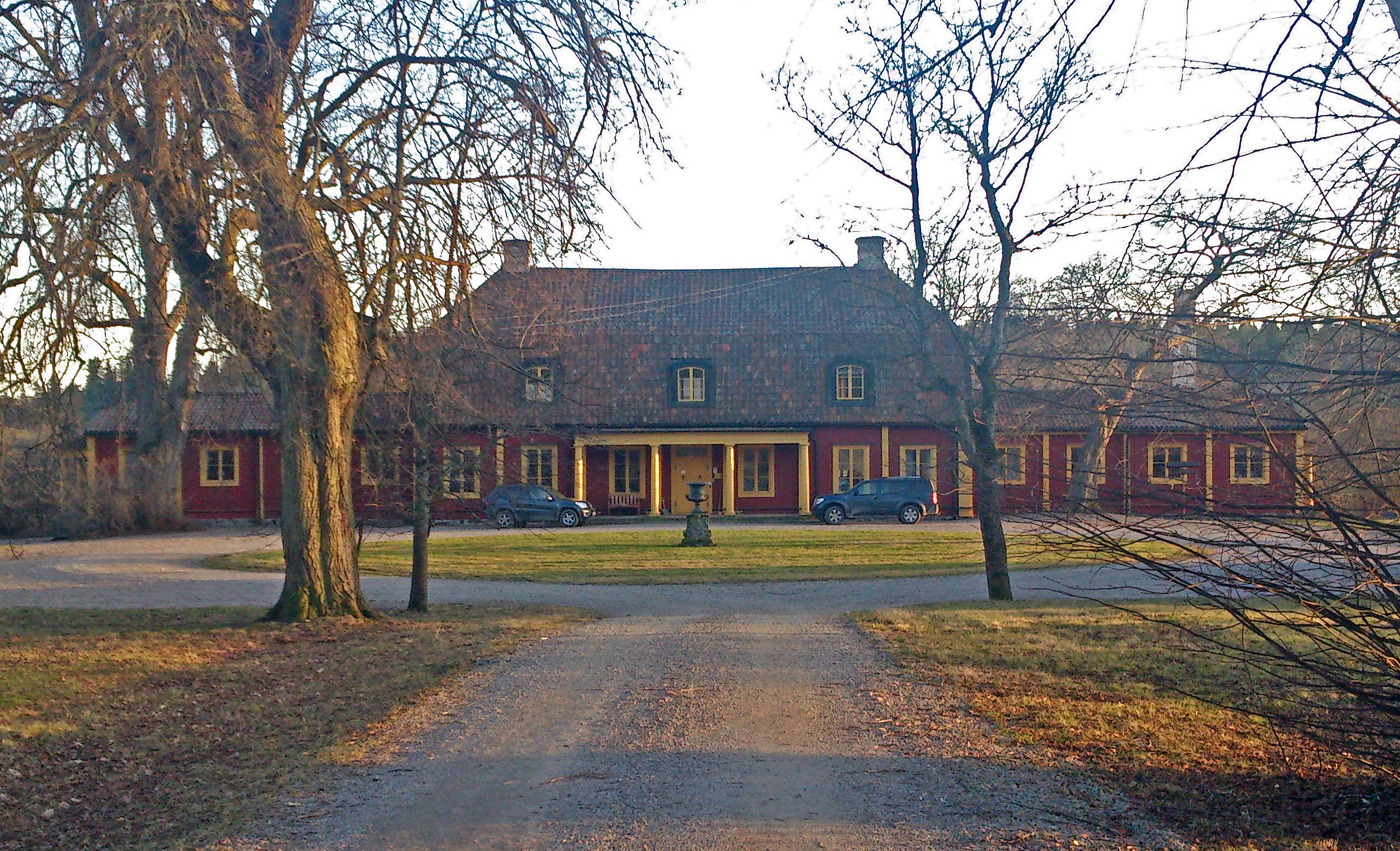
Elvesta gårds huvudbyggnad, mars 2014.

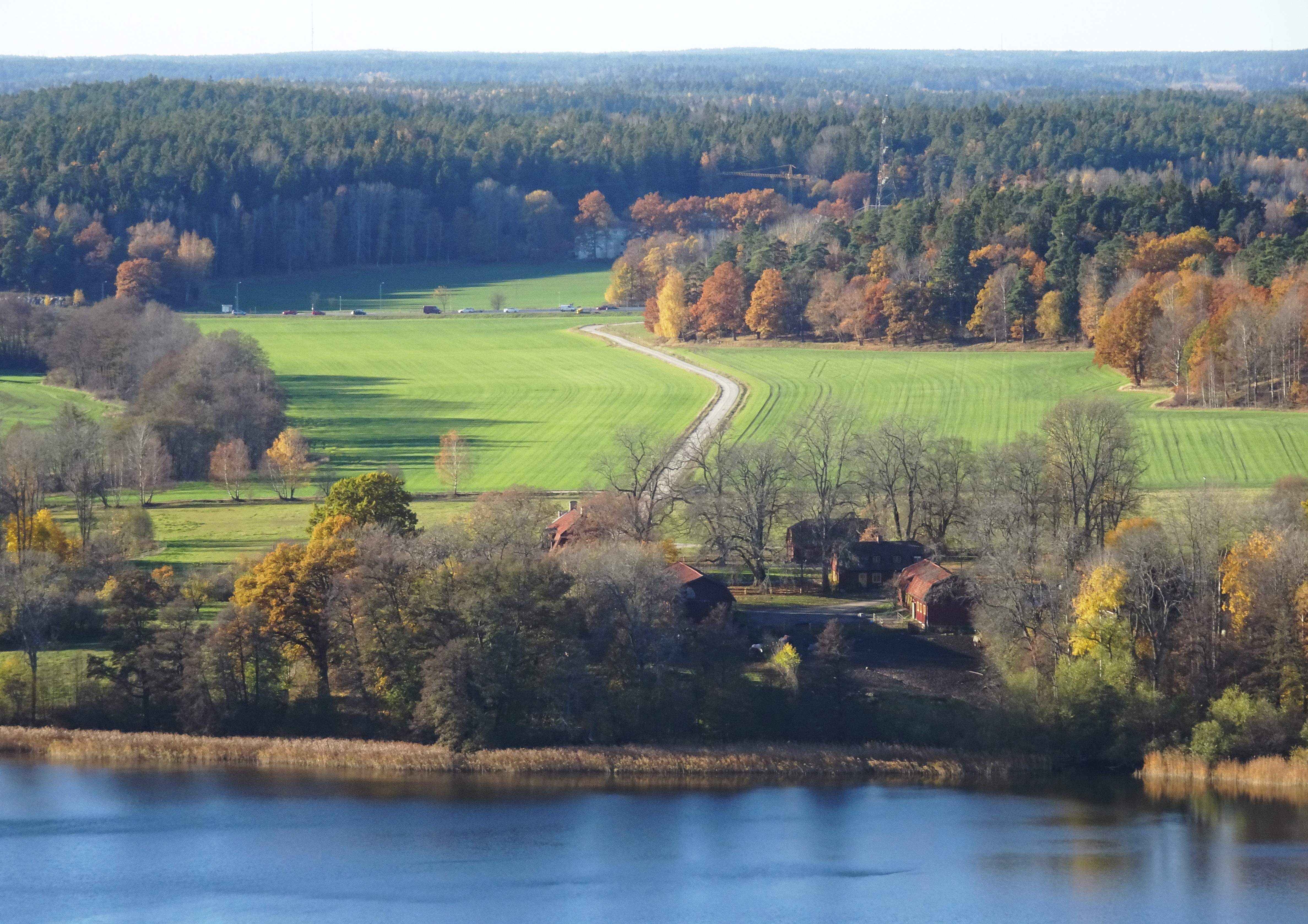
Elvesta vid Tullingesjön med kringliggande odlingslandskap, oktober 2016.

Elvesta gård (även Älvesta gård)  är en herrgård och tidigare säteri med rötter från 1100-talet beläget vid västra stranden av Tullingesjön i Botkyrka socken i Botkyrka kommun, Stockholms län. Enligt en folklig tradition fanns en klosterbyggnad på 1100-talet där Elvesta nu ligger, vilket ett medeltida källarvalv vittnar om.  Nuvarande huvudbyggnad med flyglar uppfördes på 1730-talet av greve Swen Lagerberg. Bland övriga ägare märks arkitekt Carl Johan Cronstedt, uppfinnare av den svenska kakelugnen.
Enligt Stockholms läns museum representerar Elvesta ”en ovanligt väl sammanhållen bebyggelsemiljö där kontinuiteten i landskapet lätt kan följas på ett pedagogiskt sätt”. Elvesta ingår numera i ett större område av riksintresse.

## Äldre historik
De äldsta spåren av bosättning i områdena kring Elvesta gård härrör från brons- och järnåldern  i form av boplatser, skålgropar, gårdsgravfält och fornborgar. De följs av medeltida lämningar, exempelvis Göta landsväg, som gick förbi cirka 400 meter norr om gården och resterna av Nibble by, som låg vid den åkerholme som idag kallas Nibble hage. Både Elvesta och Nibble byar var delvis kyrko- eller klosterjordar under medeltiden. Elvesta omnämns i skrift första gången den 22 mars 1298 i samband med en donation. Cirka 500 meter sydväst om dagens gård återfinns "Fru Marinas kulle". Namnet kan hänföras till Marina Nilsson (Grip), (hustru till Karl Eriksson (Gyllenstierna)). Hon ägde Elvesta under mitten av 1500-talet.
På 1600-talet uppfördes ett säteri vid Elvesta varvid Nibble by inlemmades under säteriet. Nibble försvann så småningom helt. Förutom namnen Nibble hage och Nibbletorp, finns idag bara svaga spår av den tidigare bosättningen. Som medeltida namnform finns dokumenterade: Æluerstum (1298), Elwistum (1324) och Æluarstum (1353). På 1800- och 1900-talen används: Elfsta (1861), Elfvesta (1882) och Älfvesta (1901). Idag är både Elvesta och Älvesta i bruk. 

### Historiska kartor
| Elvesta Elfsta på Topografiska corpsens karta från 1861 (vänster) och Älfvesta på Häradsekonomiska kartan från 1901. Söder om huvudbebyggelsen ligger torpen "Nyröjan", "Stora Dalen" och "Lilla Dalen". Öster om Tullingesjön märks torpen Nedre Flottbro, Rönneboda, Stendal och Nydal. Från väst till öst ringlar sig Älvestaån ner mot Tullingesjön. Infarten till gårdens huvudbyggnad skedde norrifrån. På kartan från 1901 syns även Flottsbrokanalen. |  | Elvesta Elfsta på Topografiska corpsens karta från 1861 (vänster) och Älfvesta på Häradsekonomiska kartan från 1901. Söder om huvudbebyggelsen ligger torpen "Nyröjan", "Stora Dalen" och "Lilla Dalen". Öster om Tullingesjön märks torpen Nedre Flottbro, Rönneboda, Stendal och Nydal. Från väst till öst ringlar sig Älvestaån ner mot Tullingesjön. Infarten till gårdens huvudbyggnad skedde norrifrån. På kartan från 1901 syns även Flottsbrokanalen. |
| Elvesta Elfsta på Topografiska corpsens karta från 1861 (vänster) och Älfvesta på Häradsekonomiska kartan från 1901. Söder om huvudbebyggelsen ligger torpen "Nyröjan", "Stora Dalen" och "Lilla Dalen". Öster om Tullingesjön märks torpen Nedre Flottbro, Rönneboda, Stendal och Nydal. Från väst till öst ringlar sig Älvestaån ner mot Tullingesjön. Infarten till gårdens huvudbyggnad skedde norrifrån. På kartan från 1901 syns även Flottsbrokanalen. |  | |

## Kulturlandskapet och Elvesta naturskog

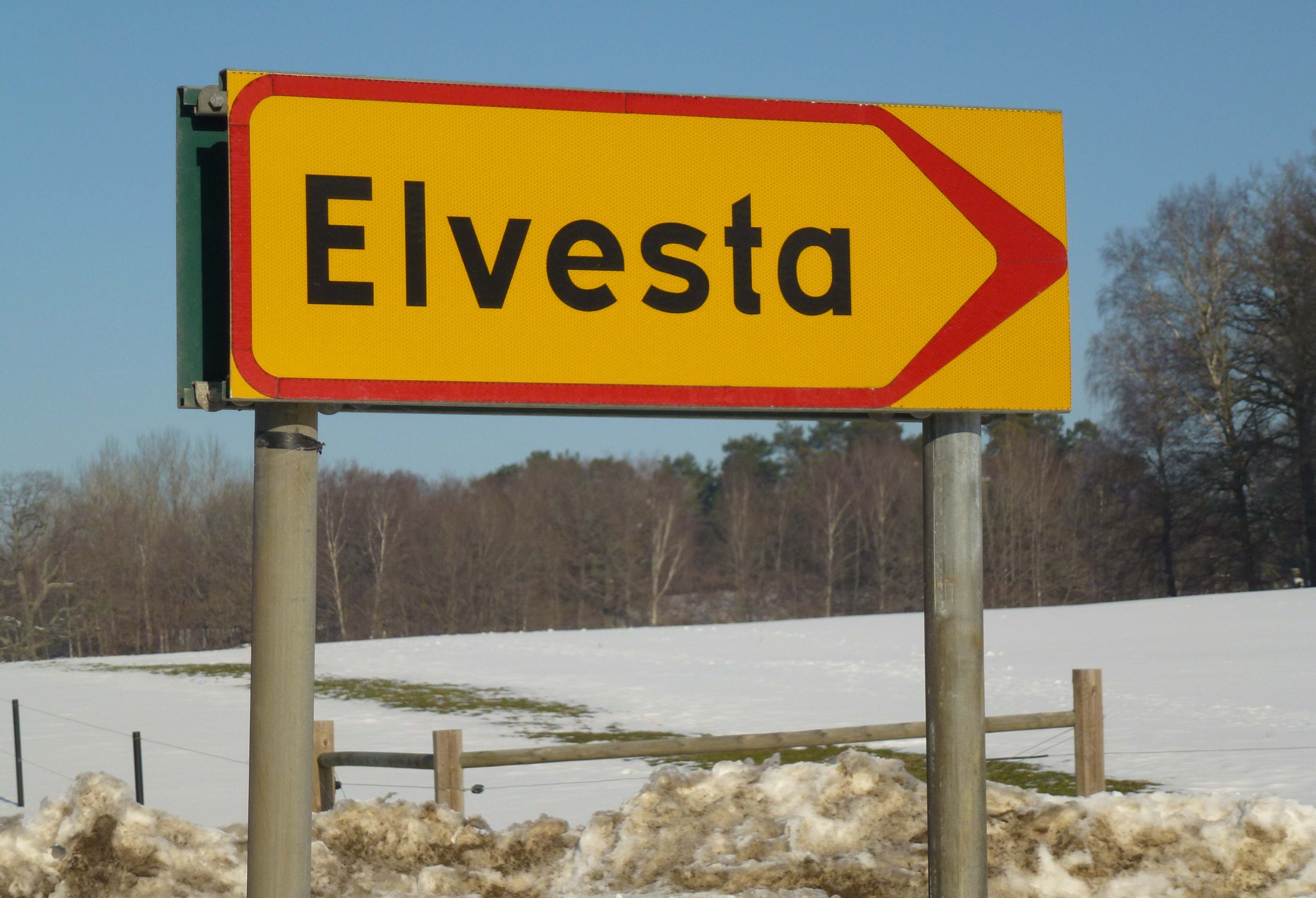
Vägskylt vid Hågelbyleden.

Idag är Elvesta naturligt avgränsat åt alla väderstreck. I norr och söder ligger skogbeväxta bergkammar, i öster Tullingesjön och i väster sträcker sig Hågelbyleden i nord-sydlig riktning genom landskapet. Runt Elvesta gård fanns strandängar ner mot Tullingesjön, medan åkern låg högre upp i dalgången. 
Genom området rinner Älvestaån, tidigare en meandrande bäck som sammanband sjön Aspen med Tullingesjön. Under 1800-talet utdikades de odlade markerna vid Hågelby och Elvesta och Älvestaån fick en rakare sträckning. Söder om Elvesta gård har ån skapat en djup ravin. 
Till gårdsanläggningen hörde också en kvarnverksamhet belagd från 1600-talet. Driften var igång ända fram till 1930-talet. Kvarndammen är numera tömd och själva kvarnbyggnaden hoprasad.
På 1800-talet skedde en kraftig uppodling av Elvestas marker. Endast mot Tullingesjön och längs med Älvestaån kvarstod smala remsor av ängsmark. På 1880-talet utgjorde egendomen 3½ mantal inklusive underlydande. Dagens odlingslandskap vid Elvesta speglar främst 1800-talet, men där finns även spår från 1600- och 1700-talet. 
Elvesta naturskog ligger cirka 500 meter norr om Elvesta gård. I sydsluttningen ner mot Tullingesjön och Elvesta gård ligger en naturskog med omkring 160 år gamla tallar. Där sluttningen planar ut och vidare ner till stranden mot Tullingesjön står ett antal ädellövträd, huvudsakligen ek och lönn.

### Bilder, omgivningen

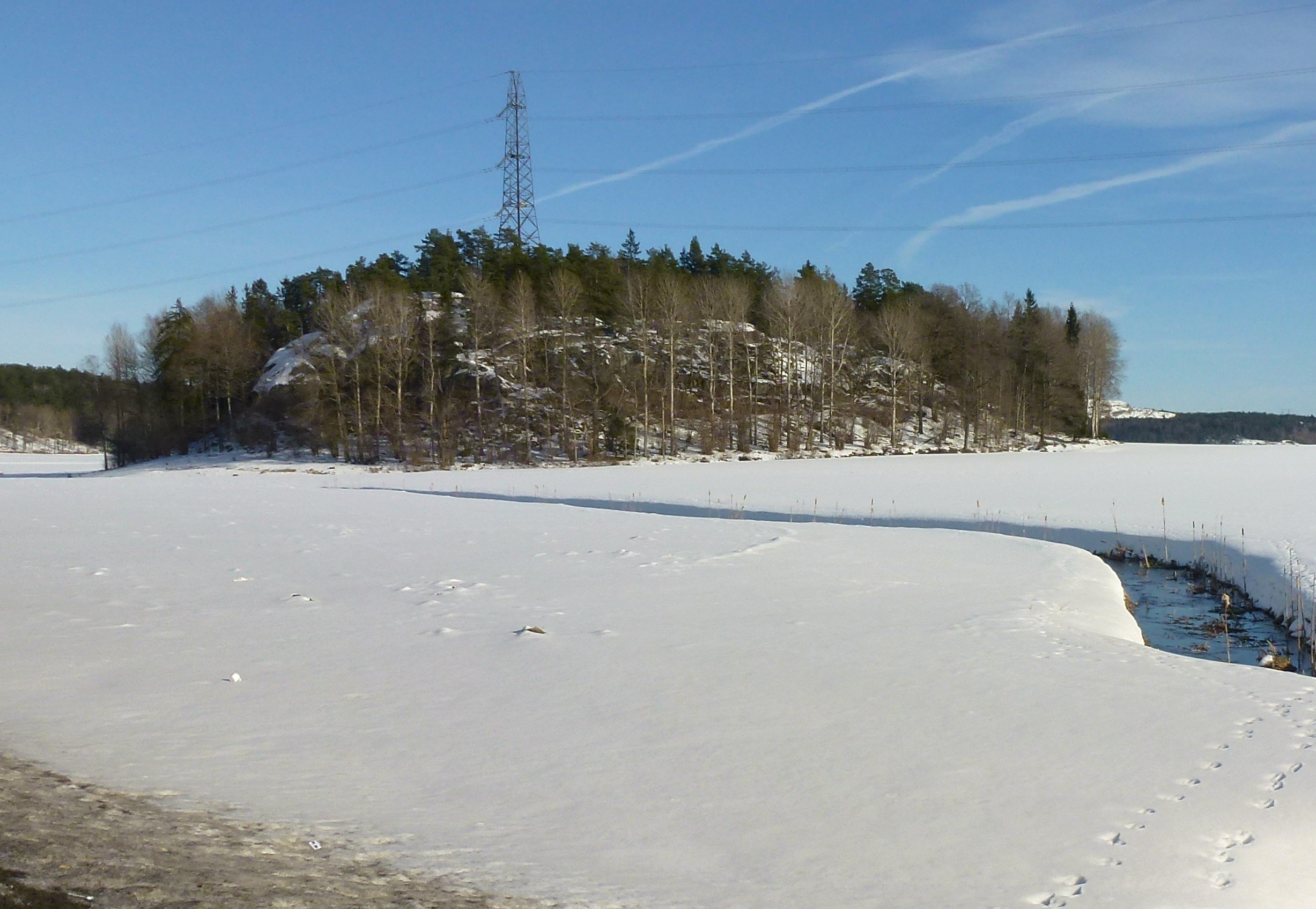
Nibble hage
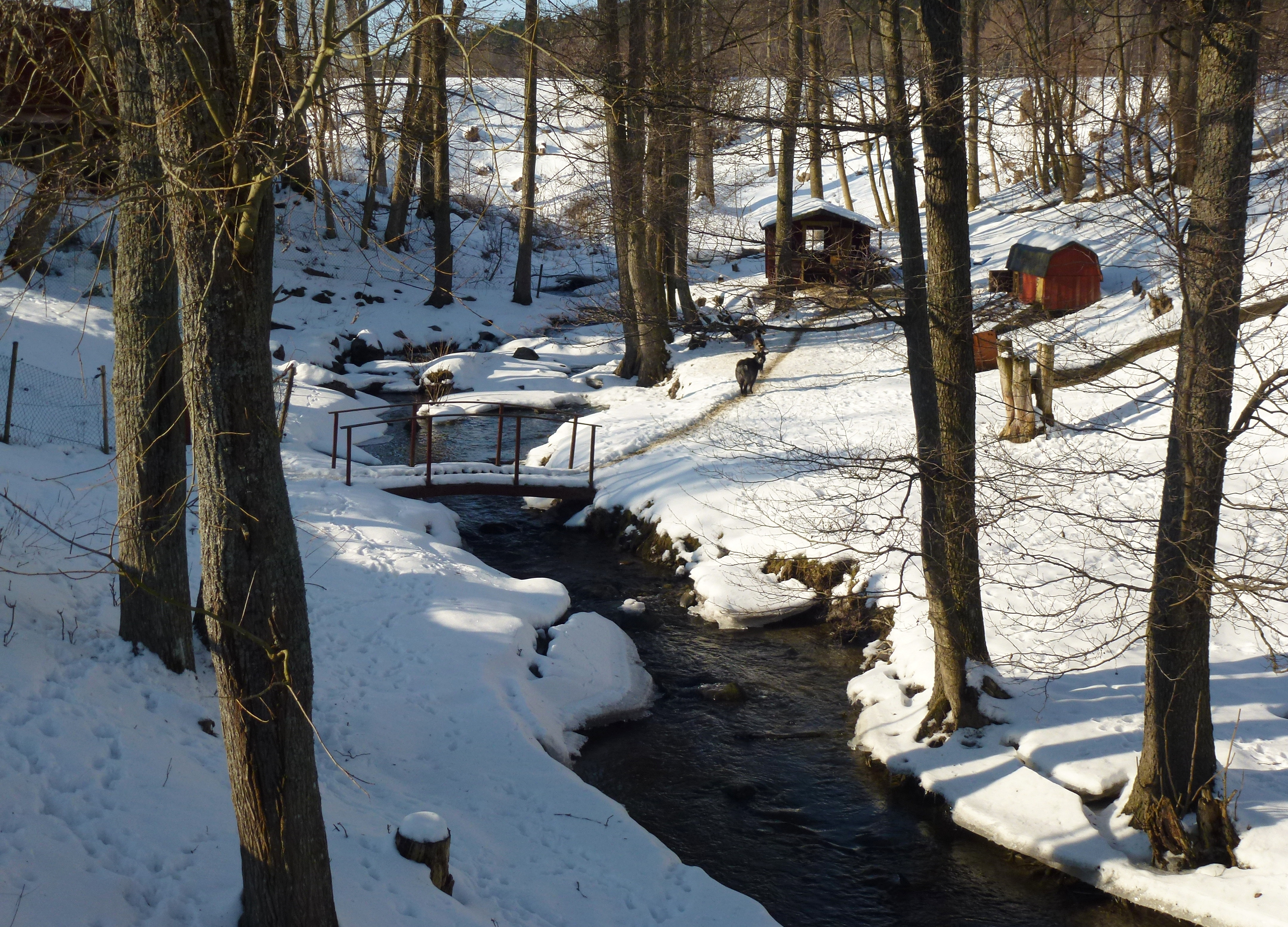
Älvestaån
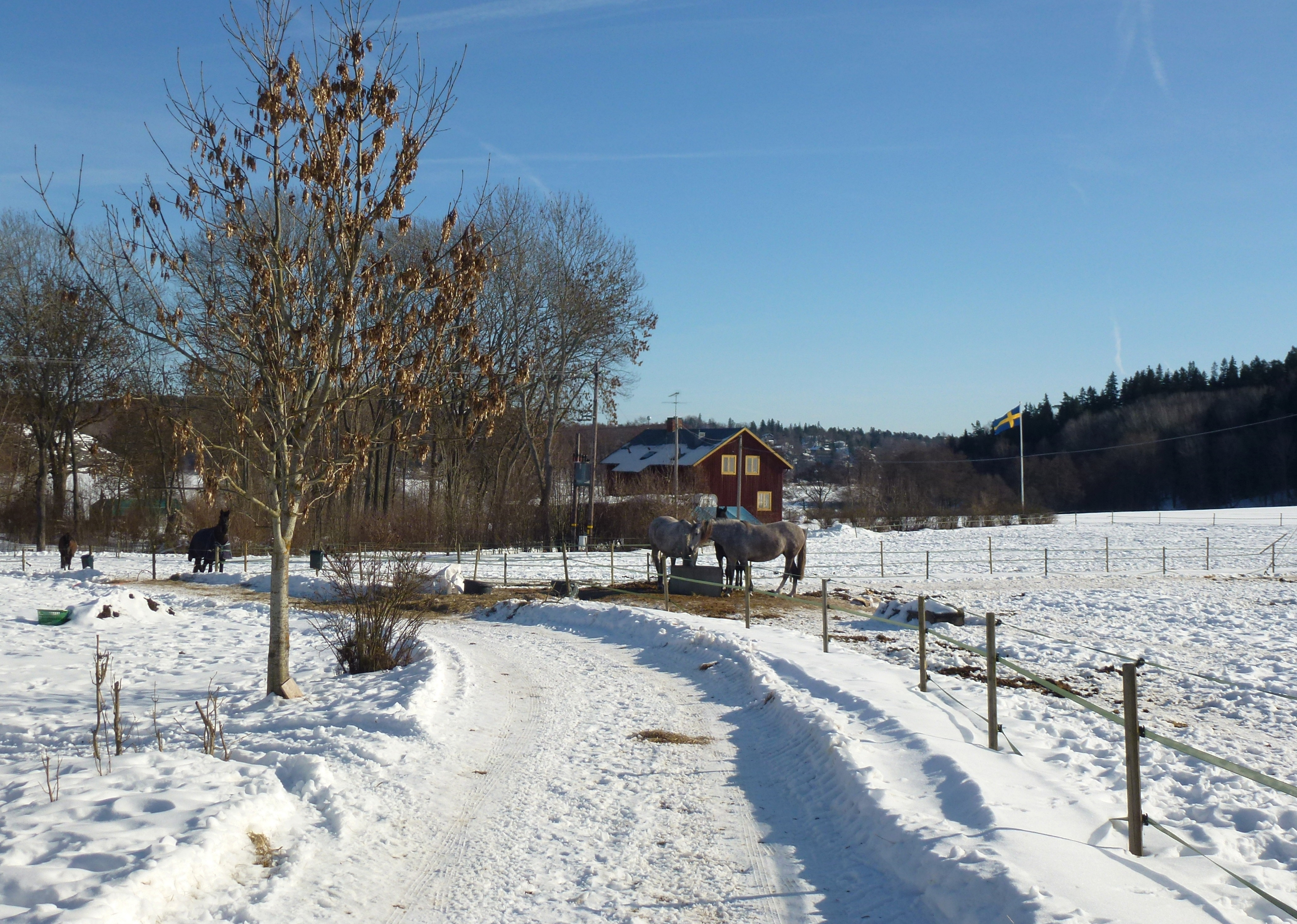
Brukningsvägen
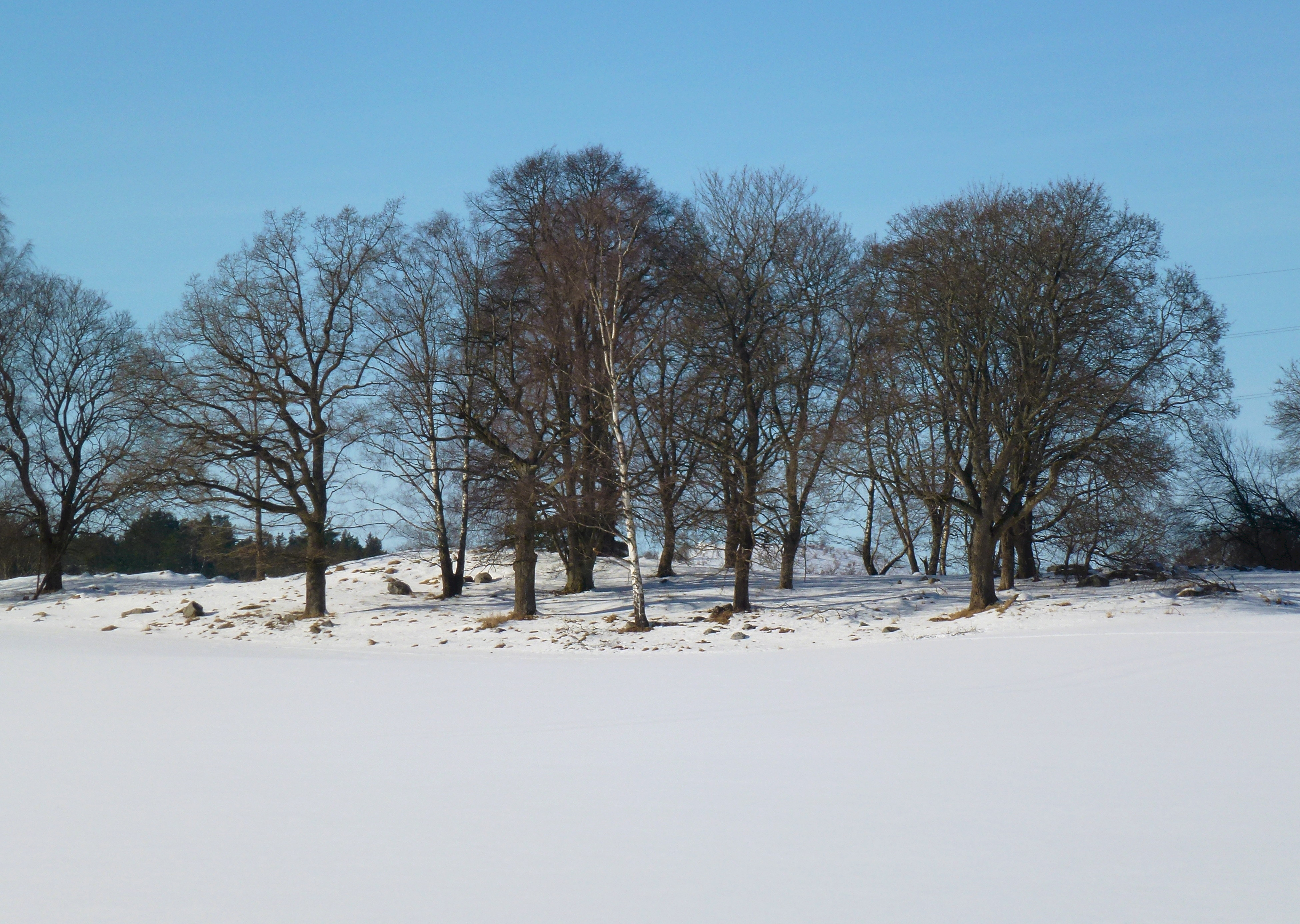
Fru Marinas kulle

## Gårdsbebyggelsen

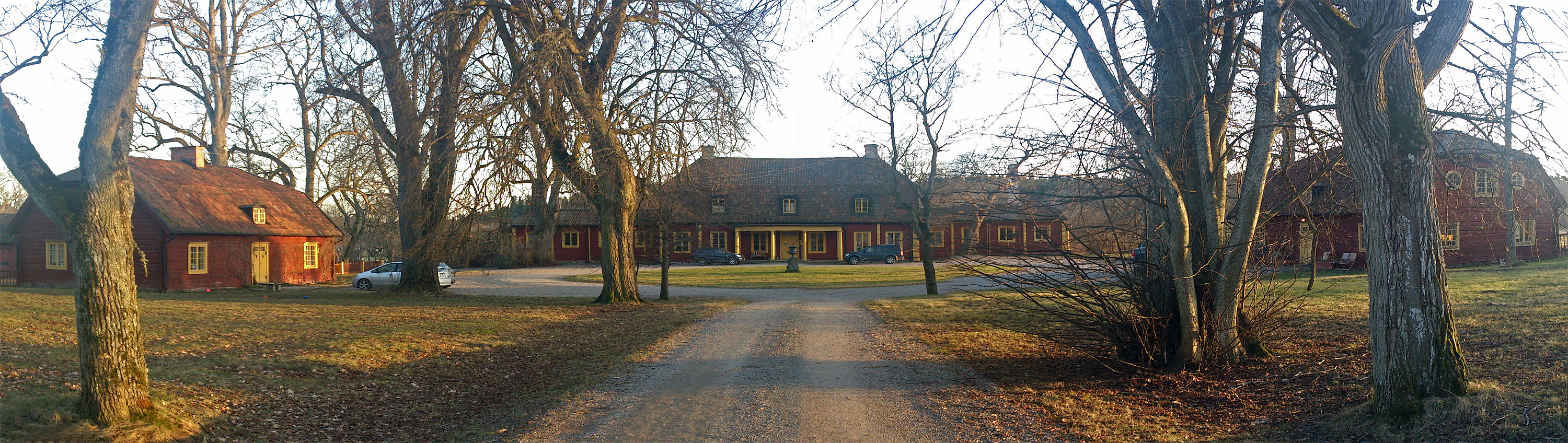
Elvesta gård, huvudbyggnad och flyglar, sedda från norr.

Gårdsanläggningen är orienterad i nord-sydriktning, med en planterad allé mot norr och trädgård mot syd. Elvesta gårds nuvarande huvudbyggnad och flyglar härrör från 1730-talet och har en äldre byggnad som grund. De är byggda i karolinsk stil i en våning med knuttimrad stomme. Husen uppfördes på initiativ av generalen och greven Swen Lagerberg. Till godset hörde även Skrävsta gård vid sjön Aspen, som då var utgård till Elvesta. Liksom den närbelägna Lindhovs gård vid västra sidan om Aspen är Elvesta gård ett typexempel för det tidiga 1700-talets herrgårdsanläggningar.
Huvudbyggnaden är klädd med panel. Fasaderna är rödmålade med gula fönsterfoder och knutar. Under 1700-talets mitt ändrades taken. De är idag brutna, valmade och täckta med taktegel. För dessa ändringsarbeten stod arkitekt Carl Johan Cronstedt, som då ägde gården. Han lät även modernisera interiören och sätta in kakelugnar.
I huvudbyggnadens källare finns ett vitkalkat tunnvalv av tegel. Valvet kan vara rester från 1600-talet, men vissa detaljer, exempelvis ett kapitäl i röd kalksten, visar att källardelen kan vara ännu äldre, möjligen ett cistercienserkloster från 1100-talet. I källaren finns en avdelning, tidigare använd som fängelsehåla. Enligt uppgift har här bland annat funnits järnringar i väggarna. Trädgården har ännu den gamla klosterträdgårdens grundplan, som är anlagd i tre avsatser och avslutades mot syd av tre avlagda karpdammar (de finns inte kvar längre).
Ursprungligen fanns fyra flyglar som omgav gårdsplanen tillsammans med huvudbyggnaden. Av dem revs två flyglar 1917 för att senare byggas upp igen på varsin sida om huvudbyggnaden, där de bildar så kallade pocher, förlängningar av huvudbyggnaden mot öst och väst. Gårdens byggnader inhägnas av ett rödmålad staket med gulmålade stolpar som optiskt håller ihop arrangemanget. Här bedrivs bland annat verksamhet för Elvesta rid- och körsällskap. Nuvarande hästverksamhet har funnits sedan 1979, tidigare hade man även spannmålsodling på gården. 1987 uppfördes ett stort stall och 1990 ett ridhus. Byggnaderna, med omgivande tomt, är privat och ägs av samma familj sedan 1923.

### Bilder, gårdsbyggnader

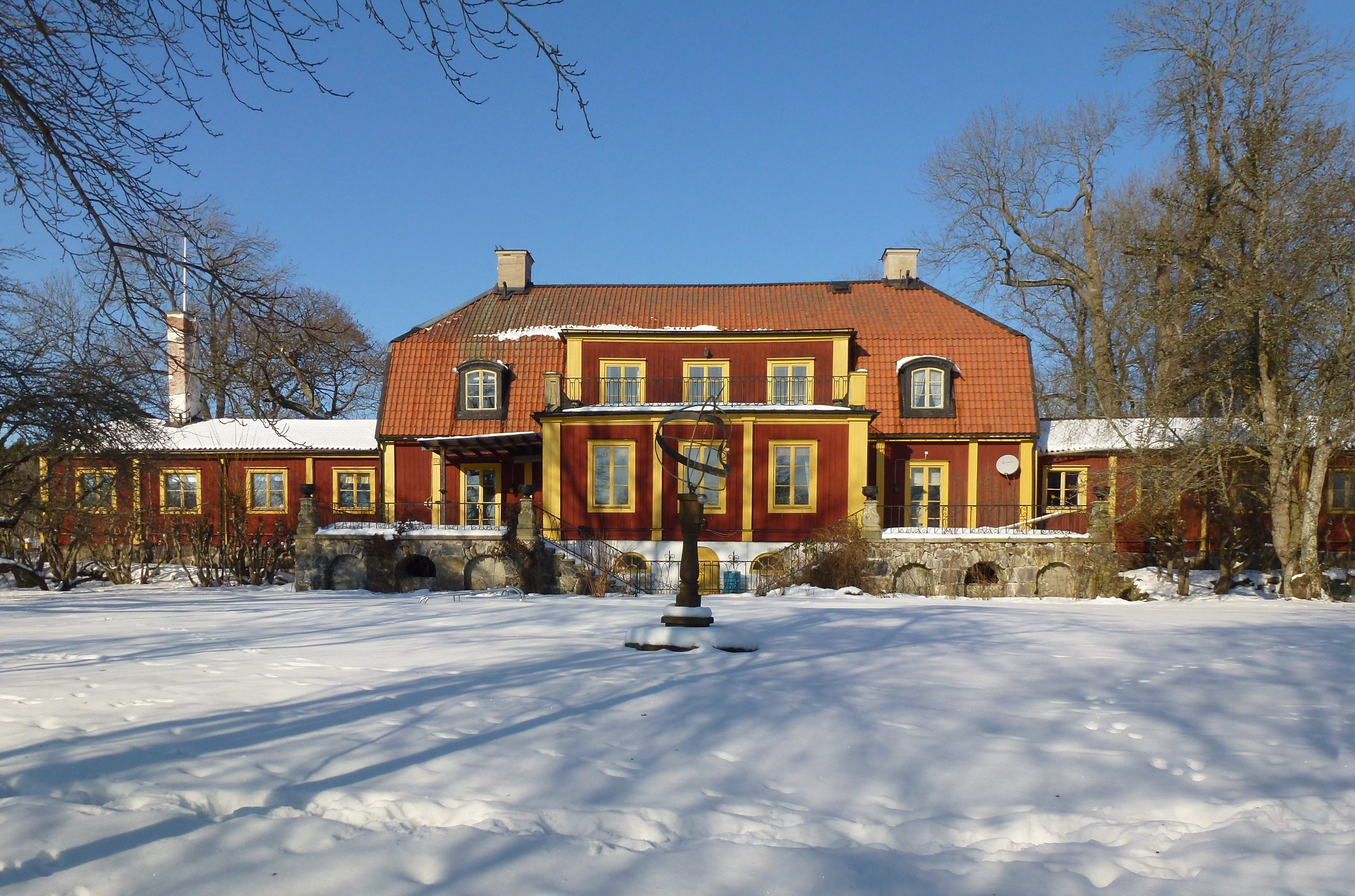
Huvudbyggnad, fasad mot syd
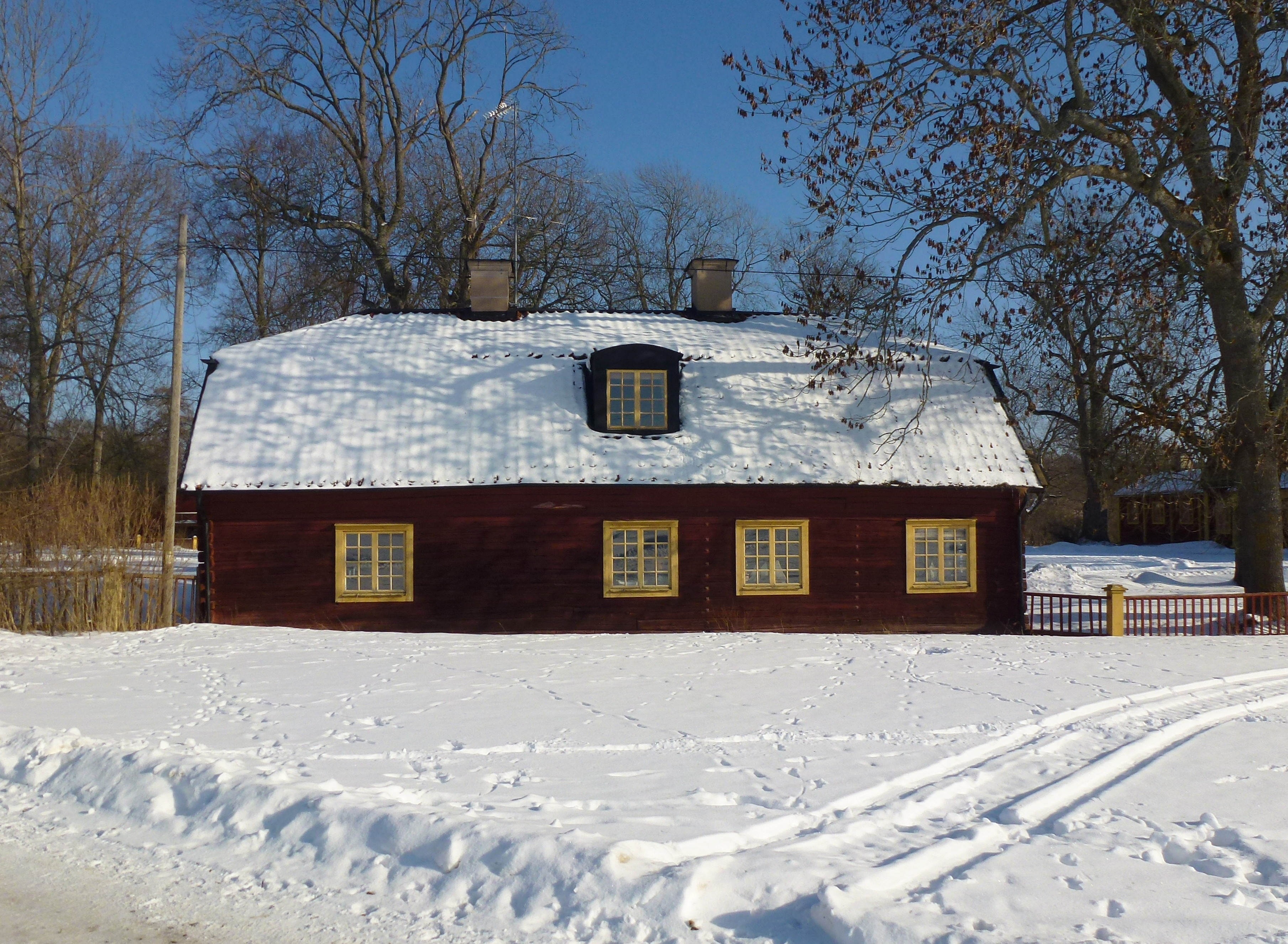
Västra flygelbyggnaden
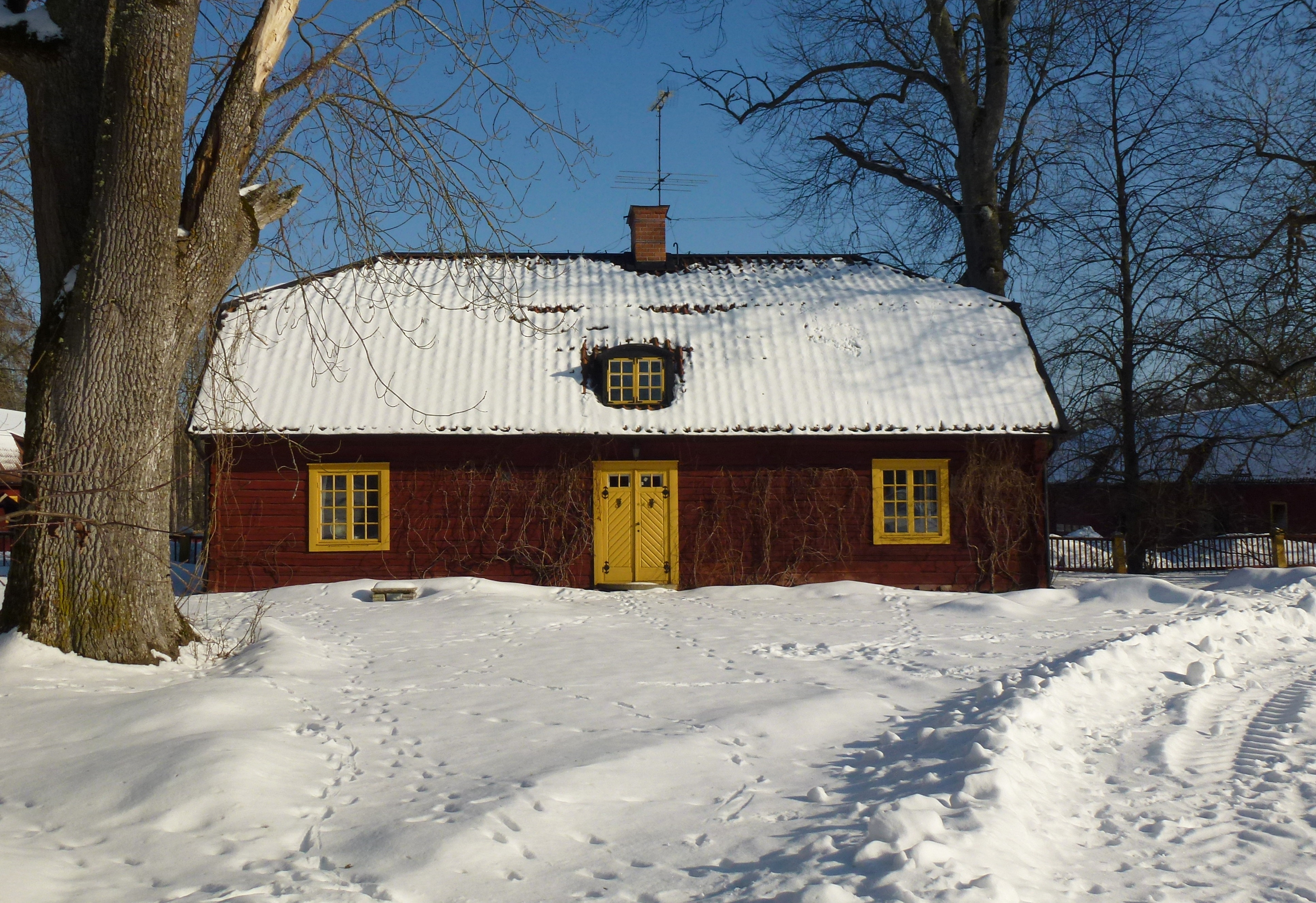
Östra flygelbyggnaden
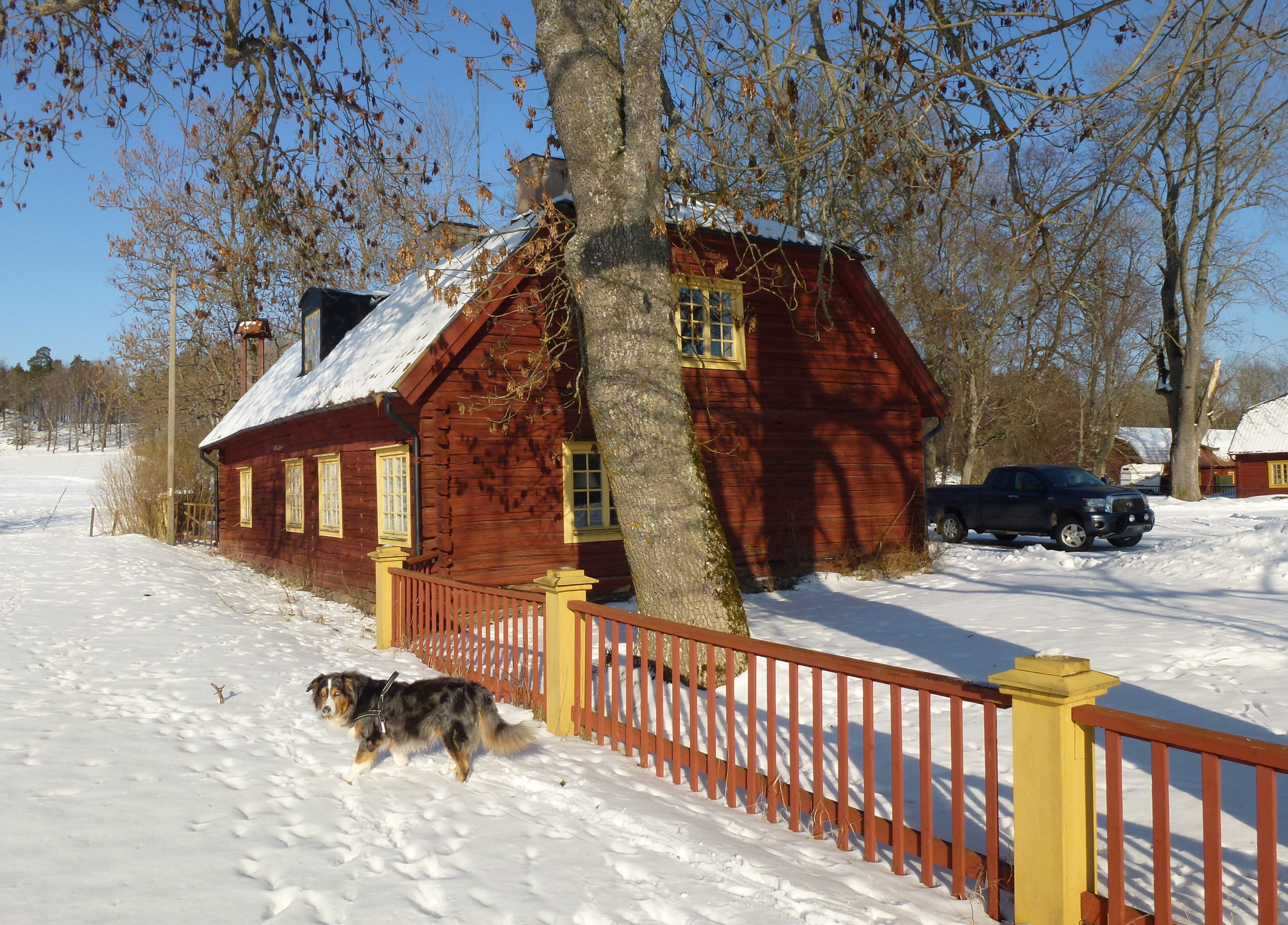
Västra flygelbyggnaden

## Torp under Elvesta (urval)
Elvestas ägor sträckte sig på båda sidor om Tullingesjöns norra del inklusive en del av Flottsbronäset. Till egendomen hörde flera torp. På östra sidan låg Nedre Flottbro, Rönneboda, Övre och Nedre Stendal samt längst i öster torpet Nydal. På Fittjanäset låg Sundberg och på västra sidan om Tulligesjön fanns Orrstugan, Nyrödjan, Stora Dalen och Lilla Dalen.

### Lilla Dalen
Lilla Dalen, belägen cirka 400 meter söder om huvudbyggnaden, var ett av flera dagsverkstorp som byggdes på 1800-talet och låg under Elvesta. I närheten fanns även torpen "Stora Dalen" och "Nyröjan", som dock inte längre existerar. Torparfamiljen på Lilla Dalen var tvungen att årligen arbeta ett visst antal dagsverken vid herrgården i Elvesta. Nuvarande byggnaden är från början av 1900-talet. För att understryka samhörigheten med mangårdsbyggnaden på Elvesta är huset rödmålat med gulmålade knutar och fönsterfoder. Av uthusen finns bara grunder kvar. Omkring 1990 lät Botkyrka kommun reparera huset. Kommunen äger torpet.
Lilla Dalen är ett att få genuina dagsverkstorp som ännu finns bevarade i dessa trakter. Sedan mitten av 1970-talet disponeras "Lilla Dalen" av Vårby-Fittja hembygdsförening. Lilla Dalen gav den närbelägna Lilla Dalens begravningsplats (invigd 1989) sitt namn.

### Rönneboda
Torpet Rönneboda ligger öster om Flottsbrokanalen och uppfördes på 1870-talet. Stugan existerar fortfarande och nyttjas numera som enkel övernattningsstuga och vandrarhem för Flottsbroanläggningen.

### Nedre Flottsbro
Nedre Flottsbro var ett av torpen som låg kring Flottsbronäset. Nedre Flottsbro låg väster om kanalen och lydde under Elvesta medan Övre Flottsbro  (även kallad Storkenstorp) låg öster om kanalen och hörde till Alby gård. Nedre Flottsbro var ett dagsverkstorp som uppfördes ursprungligen vid det tidigare vadstället, norr om den bäck som 1755 grävdes ut till kanal mellan Alby- och Tullingesjöarna. Kring sekelskiftet 1900 flyttades torpet drygt 100 meter mot sydost och kallades efter flytten för Flottsbro. Den sista torparna vid Flottsbro var familjen Johan och Agnes Eriksson med sina fem barn. Johan Eriksson var mellan 1929 och 1940 brovakt för svängbron över Flottsbrokanalen. Stugan gav sportanläggningen Flottsbro sitt namn och revs på 1970-talet.

### Sundsberg
Torpet Sundsberg uppfördes  omkring 1770-talet. Stugan låg direkt norr om det så kallade Katthavet vid Flottsbrokanalen, i sundet mellan flera stora berg, därav namnet Sundsberg. Huset revs på 1970-talet.

### Bilder, torp

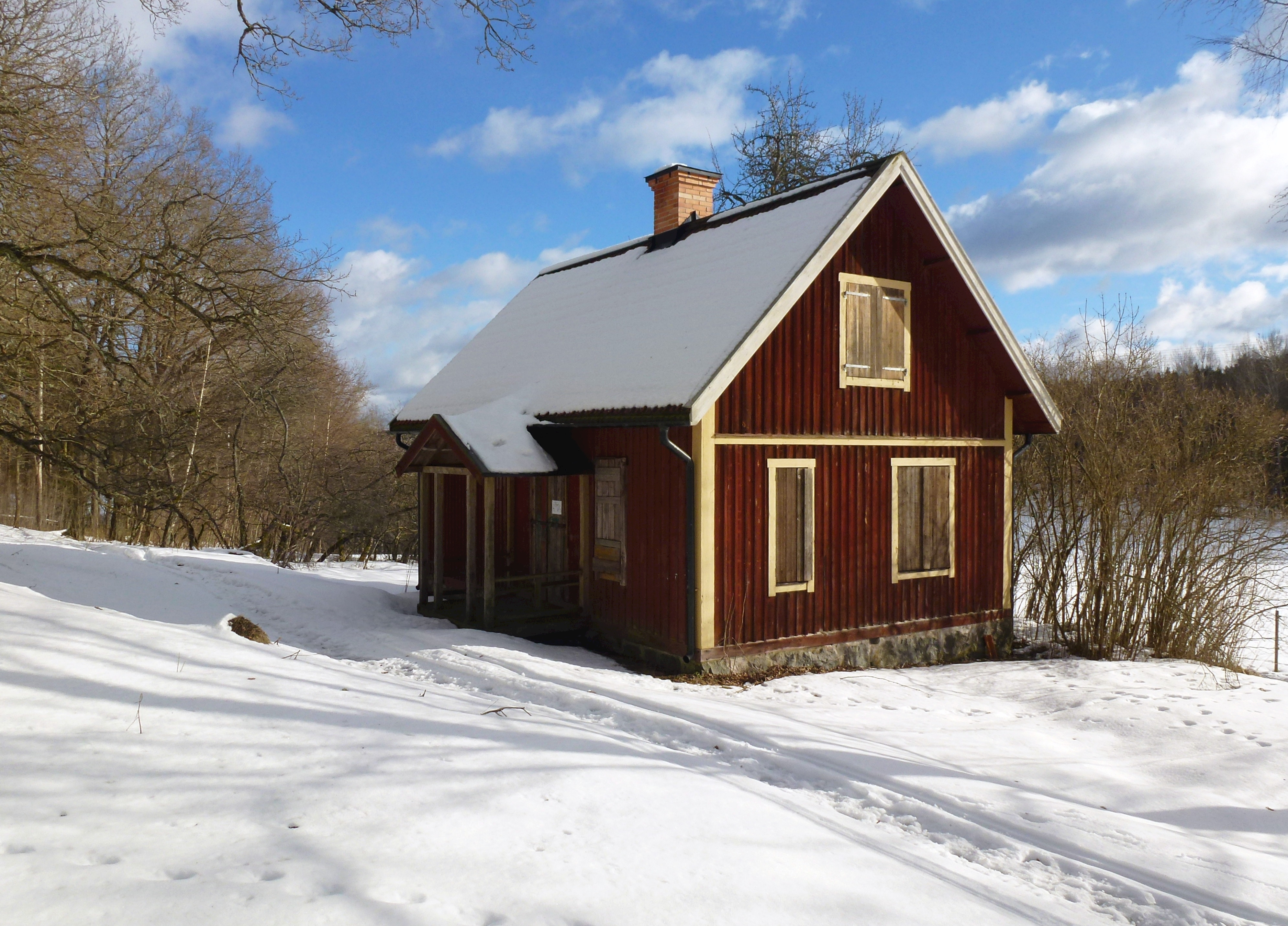
Torpet Lilla Dalen, mars 2013.
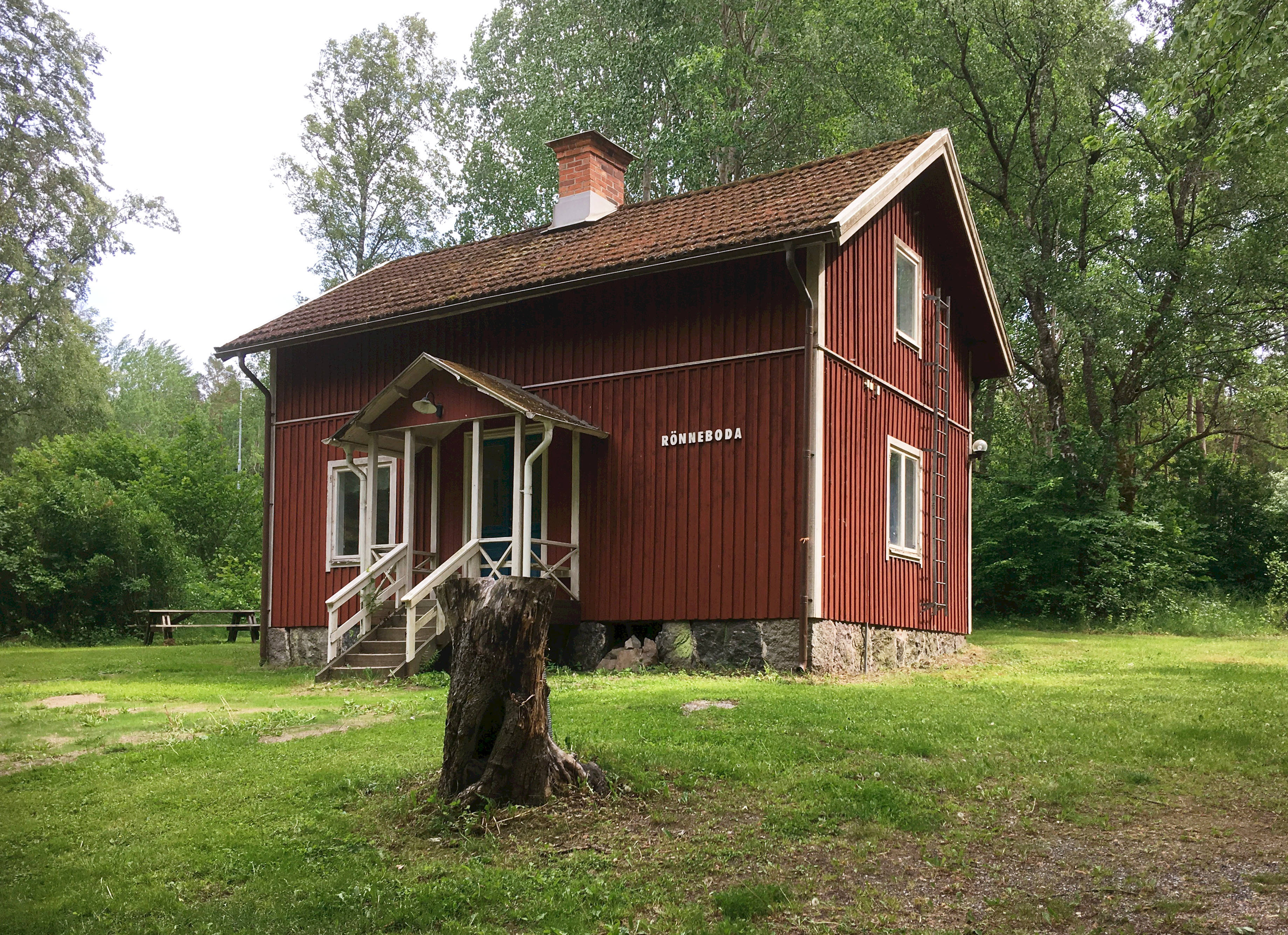
Torpet Rönneboda, juni 2019.
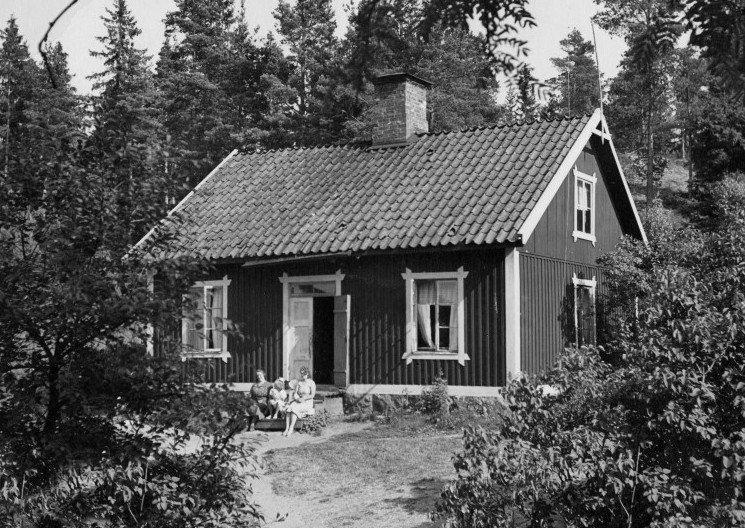
Nedre Flottsbro 1940.
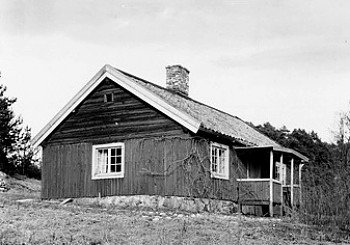
Torpet Sundsberg 1950-talet.